# Electron capture detector

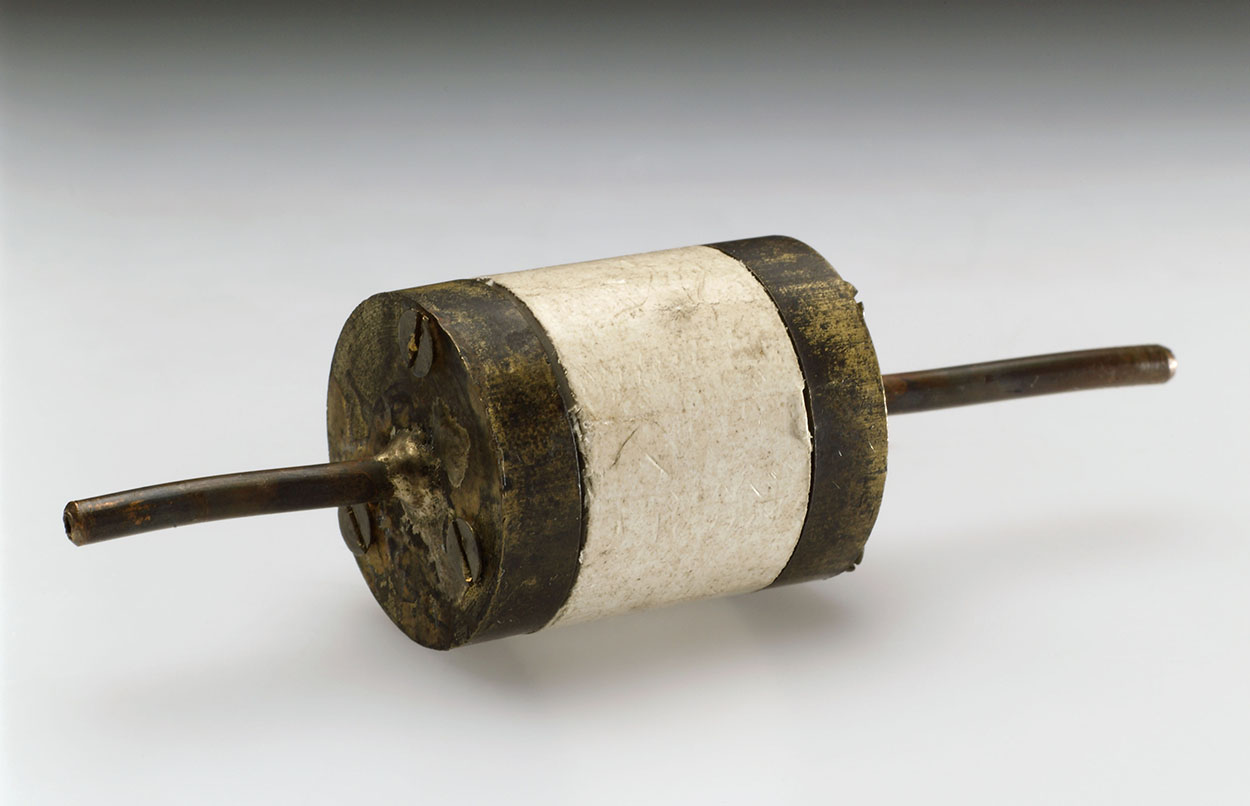
James Lovelocks Electronenvangstdetector voor een gas chromatograaf uit 1960.

Een Electron Capture Detector (ECD) of elektronenvangstdetector is een in de gaschromatografie gebruikte detector voor het aantonen van atomen en moleculen. Het apparaat werd in 1957 uitgevonden door James Lovelock.
Een ECD bevat een radioactieve bron zoals 63Ni of 3H (tritium) die bètastralen uitzendt. In de detectorruimte bevinden twee elektroden, waartussen een elektrisch veld wordt aangelegd. Meestal is de kamer buisvormig en is een ringvormige radioactieve bron in het midden geplaatst. De anode bevindt zich centraal in de kamer. Vaak doet de buis waarmee het draaggas in de kamer wordt gebracht dienst als anode, terwijl de wand van de kamer meestal dienstdoet als kathode. Het draaggas wordt door de bètastraling geïoniseerd, waardoor er een stroom ontstaat. Wanneer componenten met een affiniteit voor elektronen via het draaggas in deze ruimte komen, zullen zij elektronen wegnemen waardoor de stroom die wordt gemeten tussen de twee elektroden daalt.
De ECD is een zeer gevoelige detector voor verbindingen die elektronegatieve functionele groepen bevatten, zoals organische verbindingen met halogenen, fosfor of nitro-groepen. Voor verzadigde koolwaterstoffen zal de gevoeligheid laag zijn. Het nadeel van de ECD is de relatief beperkte lineariteit in vergelijking tot andere detectoren als FID. Naast dit analytische nadeel is er ook een juridisch nadeel: omdat er gebruikgemaakt wordt van een (zwakke) radioactieve bron is gebruik aan allerlei regels gebonden.
| Stofklasse                                                             | Relatieve gevoeligheid |
| ---------------------------------------------------------------------- | ---------------------- |
| koolwaterstof                                                          | 1                      |
| ethers en esters                                                       | 10                     |
| alifatische alcoholen, ketonen en amines                               | 100                    |
| monofluor-, monochloor-, monobroom-, dichloor- en difluor-verbindingen | 1000                   |
| aldehyden en trichloorverbindingen                                     | 104                    |
| monojood, dibroom- en nitroverbindingen                                | 105                    |
| di-jood-, tribroom-, polyfluor- en polychloor-verbindingen             | 106                    |
De tabel geeft alleen een indicatie van de gevoeligheid. De werkelijke waarde is sterk afhankelijk van de structuur van de verbinding, waardoor binnen de groepen een grote spreiding aan gevoeligheden kan voorkomen. De relatief hoge gevoeligheid voor jood-houdende verbindingen geeft aan dat het gemak waarmee de potentieel negatieve deeltjes uit het molecule loskomen een grote rol in de gevoeligheid speelt.